# خط طول 96° شرق
خط طول 96° شرق هو أحد خطوط الطول الجغرافية، والتي تمتد من القطب الشمالي الجغرافي إلى القطب الجنوبي الجغرافي، وحسب التحويل الزمني يتقدم خط طول 96° شرق عن خط غرينتش بـ6 ساعة و24 دقيقة.

## من القطب إلى القطب
ينطلق خط طول 96° شرق من القطب الشمالي نحو القطب الجنوبي مرورا بالمناطق التي ترد في الجدول التالي:
| الإحداثيات                         | البلد أو الإقليم أو البحر | ملاحظات |
| ---------------------------------- | ------------------------- | --- |
| 90°0′N 96°0′E / 90.000°N 96.000°E  | المحيط المتجمد الشمالي    | |
| 81°10′N 96°0′E / 81.167°N 96.000°E | روسيا                     | كراسنويارسك كراي — جزيرة كومسوموليتس و جزيرة ثورة أكتوبر, سيفيرينيا زيمليا |
| 78°59′N 96°0′E / 78.983°N 96.000°E | بحر كارا                  | |
| 77°6′N 96°0′E / 77.100°N 96.000°E  | روسيا                     | كراسنويارسك كراي — The Nordenskiöld Archipelago و the mainland إركوتسك أوبلاست — من 54°31′N 96°0′E / 54.517°N 96.000°E Krasnoyarsk Krai — من 54°5′N 96°0′E / 54.083°N 96.000°E توفا — من 53°29′N 96°0′E / 53.483°N 96.000°E |
| 49°59′N 96°0′E / 49.983°N 96.000°E | منغوليا                   | |
| 43°11′N 96°0′E / 43.183°N 96.000°E | جمهورية الصين الشعبية     | سنجان قانسو — من 41°54′N 96°0′E / 41.900°N 96.000°E تشينغهاي — من 38°12′N 96°0′E / 38.200°N 96.000°E منطقة التبت ذاتية الحكم — من 31°43′N 96°0′E / 31.717°N 96.000°E                                                        |
| 29°22′N 96°0′E / 29.367°N 96.000°E | الهند                     | أروناجل برديش — partly تملكه جمهورية الصين الشعبية |
| 27°8′N 96°0′E / 27.133°N 96.000°E  | ميانمار (Burma)           | |
| 16°14′N 96°0′E / 16.233°N 96.000°E | المحيط الهندي             | بحر أندامان |
| 5°21′N 96°0′E / 5.350°N 96.000°E   | إندونيسيا                 | جزيرة سومطرة |
| 4°14′N 96°0′E / 4.233°N 96.000°E   | المحيط الهندي             | |
| 2°47′N 96°0′E / 2.783°N 96.000°E   | إندونيسيا                 | جزيرة جزيرة سيمولو |
| 2°34′N 96°0′E / 2.567°N 96.000°E   | المحيط الهندي             | |
| 60°0′S 96°0′E / 60.000°S 96.000°E  | المحيط الجنوبي            | |
| 65°1′S 96°0′E / 65.017°S 96.000°E  | القارة القطبية الجنوبية   | الإقليم الأسترالي في القارة القطبية الجنوبية, المطالب الإقليمية بالقارة القطبية الجنوبية by أستراليا |